# 해삼류
해삼류(海蔘類, sea cucumber)는 극피동물문 해삼강(Holothuroidea)에 속하는 해양무척추동물을 두루 일컫는 말이다. 이축방사대칭이고 오이모양이며 완과 가시는 없다. 옆으로 다니기 때문에 입과 항문은 서로 반대쪽에 있고 이차적으로 좌우대칭이 된 동물이다. 입 주위에는 촉수가 있다. 석회질의 작은 골편이 두터운 체벽근육에 흩어져 있다. 보대구는 닫혀 있으며, 관족은 흡반이 있으나 잘 발달해 있지 않다. 천공판은 몸 속에 있으며, 식도는 석회환으로 싸여 있고 소화관은 길다. 차극은 없고 호흡수가 있다. 암수딴몸 또는 암수한몸으로서 체외수정을 한다. 화석은 오르도비스기 이래로 알려져 있으며 세계적으로 1100종 정도가 밝혀져 있다.

## 하위 분류
- 무족아강 (Apodacea)
  - 무족목 (Apodida)
  - 은족목 (Molpadida 또는 Molpadiida)
- 순수아강 (Aspidochirotacea)
  - 순수목 (Aspidochirotida)
  - 판족목 (Elasipodida)
- 수수아강 (Dendrochirotacea)
  - 지수목 (Dactylochirotida)
  - 수수목 (Dendrochirotida)

## 개요
대부분의 해삼은 부드럽고 원통형인 몸통을 가지고 있으며, 둥글고 때때로 지방이 많으며 일반적으로 단단한 부속물이 없다. 그들의 형태는 "바다 사과" (속명 pseudocolochirus)의 경우 거의 구형부터 무족목의 경우 뱀 모양 또는 소시지 모양까지 다양하며, 다른 것들은 애벌레를 닮았다. 입은 촉수로 둘러싸여 있으며, 촉수는 동물 안으로 다시 당겨질 수 있다. 해삼류는 일반적으로 길이가 10센티미터에서 30센티미터(3.9인치와 11.8인치) 사이이며, 극단적인 경우 몇 밀리미터에서, 3m까지 자란다.  미국에서 가장 큰 종인 Holothuria floridana는 플로리다 산호초의 수심이 낮은 지점 바로 아래에 서식하며, 부피는 500cc (31 cu in)를 훨씬 넘는다. 길이는 25-30cm(10-12 in)이다. 대부분은 다섯 줄의 관족을 가지고 있지만, 무족목는 관족이 부족하여 기어가면서 움직인다. 관족은 매끄러운 측면을 가질 수도 있고, 파인애플 해삼처럼 살이 많은 부속물을 제공받을 수도 있다. 등쪽 표면의 관족은 일반적으로 운동성이 없으며 돌기로 변형된다. 말단 중 하나에서 둥근 입이 열리며, 일반적으로 일부 종에서는 매우 복잡할 수 있는 촉수 왕관으로 둘러싸여 있다(사실상 변형된 관족이다). 항문은 등의 뒤쪽에 있다.
입을 포함한 해삼의 앞쪽 끝은 다른 극피동물의 구강(대부분의 경우 아래쪽)에 해당하며, 따라서 다른 극피동물과 비교했을 때 해삼은 옆으로 누워 있다고 할 수 있다.
모든 극피동물과 마찬가지로 해삼도 오방사 대칭을 가지며, 몸은 중심축을 중심으로 거의 동일한 다섯 부분으로 나뉜다. 그러나 해삼의 자세 때문에, 해삼은 이차적으로 어느 정도의 대칭성을 발전시켰다. 예를 들어, 신체의 한쪽 면은 일반적으로 기질에 눌리고 다른 쪽 면은 눌리지 않기 때문에 보통 두 표면 사이에 약간의 차이가 있다. 아래쪽 표면에 있는 세 개의 관족은 동물이 기어갈 수 있도록 수많은 튜브형 발을 가지고 있다. 어느 종은 관족이 발달하지 않았거나 퇴화되어 그 흔적이 남아 있으며, 일부 종은 관족이 전혀 없다.
해삼류는 눈에 보이는 골격이나 단단한 맹장이 없는 관 모양의 몸체 때문에 처음에는 다른 극피동물처럼 보이지 않는다. 또한, 구조적으로 보존되어 있지만 극피동물의 고전적인 오방사 대칭은 여기서 두 배로 증가하여 척삭동물처럼 보이게 한다. 그러나 일부 종에서는 성게의 경우와 마찬가지로 입에서 항문까지 이어지는 다섯 개의 '반지름'을 통해 여전히 중심 대칭이 보인다.
이 동물들의 놀라운 특징 중 하나는 신체 벽을 형성하는 캐치 콜라겐이다. 이것은 마음대로 풀고 조일 수 있으며, 해삼이 작은 틈을 뚫고 싶다면 본질적으로 몸을 액화시켜 틈 사이로 이동할수 있다. 이러한 틈새와 균열 속에서 안전을 유지하기 위해 해삼은 모든 콜라겐 섬유를 연결하여 몸을 다시 단단하게 만들 것이다. (예시 : 부드러운 상태로 바위틈 등의 좁은 곳으로 기어 들어간 다음, 몸을 부풀린 채로 굳혀 상대방이 자신을 꺼낼 수 없게 만든다.) 이외에도 축구공만하게 부푸는 종이나, 조약돌 따위로 변장하는 종도 있다.

## 종류
해삼은 세계적으로 약 1천5백종이 분포하며, 한국에서 생산되는 해삼은 온대산 참해삼인 홍해삼, 청해삼, 흑해삼 등 4과 14종이다. 해삼 표면의 색깔에 따라 홍해삼, 청해삼, 흑해삼, 해파리해삼 등으로 구분해 부르며, 이들은 모두 같은 종이다. 다만, 선호하는 먹이와 서식처에 따라 피부의 색이 달라졌을 뿐이다.

### 홍해삼
제주지역의 특산품으로 주로 제주해역을 비롯해 강원도, 울릉도 일부 연안에서만 서식하며, 생산량이 매우 적다. 특히 바다의 사막으로 불리는 갯녹음 해역에서도 서식이 가능해 바다환경 회복에 큰 도움을 주고 있다. 청해삼보다 칼슘, 인, 마그네슘 등 무기영양분 성분이 높고 크기도 대형이다. 홍해삼은 청해삼에 비해 크기가 크고 가격도 비싸게 거래된다. 일본인들이 가장 선호하는 해삼이다. 무 칼로리로써 일반 해삼보다 영양가가 10배 이상이라고 하니 바다의 산삼이라고도 불리며, 1월~3월 사이가 생산량이 가장 많다.

### 청해삼
청해삼은 대한민국에서 생산되는 해삼의 대부분을 차지하고 있다. 어릴 때는 내만의 해조류 서식장, 암초지대 등에서 홍해삼과 섞여 생활하나 성장함에 따라 외양의 사니질 깊은 곳으로 이동해 서식한다. 특히, 홍해삼보다 넓게 분포하며, 조류 소통이 좋고 용존산소가 풍부한 해역에 많다. 홍해삼보다 맛은 떨어지고 흑해삼에 비해 가격이 싼 편이다.

### 흑해삼
부영양화가 진행되고 유수의 영향을 많이 받는 부니가 있는 내만의 뻘에 주로 생활한다. 흑해삼은 중국 사람들이 귀중하게 여기며, 제일 좋아한다. 청해삼과 함께 생산량의 대부분을 차지하며, 종묘생산도 보편화되어 있다. 체색이 매우 검은 편이라 홍해삼과는 구별이 쉬우며, 홍해삼에 비해 맛도 많이 떨어지고 가격도 저렴하나 청해삼보다는 가격이 비싸다.

## 생태
해삼은 생태적으로 두 가지 특징을 지니고 있다. 하면(夏眠)과 재생력(再生力)이다. 수온이 17°C이하, 특히 8~10°C에서 식욕이 가장 왕성하고 운동량이 많아 성장이 빠른 편이다. 그러나 17°C이상이 되면 먹는 것을 중지하며, 25°C이상일 경우에는 활동을 중지하고 여름잠을 잔다. 해삼의 실질적인 성장기는 해역에 따라 다소 차이는 있으나 보통 12월에서 다음해 4월까지로 동지 전후가 제일 맛이 좋은 시기이다. 또 자생력이 매우 강해 두개의 개체로 절단한 후 3개월 정도 지나면 절단 부위가 자연 치유된다. 적의 피습을 받거나 강한 자극을 주면 창자를 버리거나 몸을 스스로 끊어 버리기도 하는데, 수개월 정도 지나면 손상된 부분이 다시 생겨난다.
먹이를 먹을 때에는 촉수로 바다 밑에 깔린 모래 진흙을 입에 넣어 모래 진흙 속에 들어 있는 작은 생물을 잡아먹고 모래와 배설물은 밖으로 내보낸다.

### 서식지
해삼은 동물적 생물량의 대부분을 차지하는 깊은 해저에서 대량으로 발견된다. 수심 8,900m(5.5마일) 이상의 깊은 곳에서는 해삼이 거대 동물 전체 질량의 90%를 차지한다. 해삼은 큰 무리를 이루며 바다의 수생 지형을 가로질러 이동하며 먹이를 사냥한다. 일부 심해 해삼류의 몸은 강인한 젤라틴 조직으로 이루어져 있으며, 독특한 특성을 가지고 있어 동물들이 스스로 부력을 조절할 수 있게 해준다. 이는 Torquaratoridae 그룹으로 헤엄이 물속을 떠다니는 것과 유사한 방식으로 해저에 살거나 적극적으로 헤엄치거나 그 위를 떠다니며 새로운 장소로 이동할 수 있게 해준다.
홀로투로이드는 극단적인 깊이에 가장 잘 적응하는 극피동물로 보이며, 엘피디아과("바다 돼지")에 속하는 여러 종은 수심 9,500미터(31,200피트) 이상에서 발견될 수 있으며, 최고 기록은 수심 10,687미터(35,062피트)까지 확인된 Myriotrochus 의 일부 종인 것으로 보인다. 더 얕은 물에서는 해삼이 밀집된 개체군을 형성할 수 있다.

## 식품
해삼 창자로 만든 젓갈을 일본말로 ‘고노와다’라 하며, 향이 강하고 맛이 뛰어난 고가의 식품으로 미식가들이 즐겨먹는 별미이다. 해삼은 중국인들 사이에 값비싼 식품으로 여겨진다.
동아시아와 동남아시아의 대부분의 문화는 해삼을 별미로 여긴다. 여러 요리가 해삼으로 만들어지며, 대부분의 요리에서는 미끄러운 식감을 가지고 있다.

## 관련 단체
- 한국해삼협회

## 참고자료
- 농림수산식품부 한국어촌어항협회 (2010년 9월 30일). 《철따라 맛따라 수산물 건강백과》. 농림수산식품부. 157쪽.
- 이 문서에는 다음커뮤니케이션(현 카카오)에서 GFDL 또는 CC-SA 라이선스로 배포한 글로벌 세계대백과사전의 내용을 기초로 작성된 글이 포함되어 있습니다.